# Rafael Quevedo Flores
Rafael Quevedo Flores (Sarín, 1936 - Lima, 31 de mayo de 2024) fue un ingeniero agrónomo y político peruano. Fue ministro de Agricultura durante el segundo gobierno de Alan García, desde el 14 de septiembre del 2010 hasta el 13 de mayo del 2011.

## Biografía
Rafael Quevedo nació en el año 1936 en el distrito de Sarín, ubicado en la provincia de Sánchez Carrión del departamento de La La Libertad. Estuvo casado con Gladys Berasteain Accinelli.
Fue ingeniero agrónomo egresado de la Universidad Nacional Agraria La Molina en el año de 1958. Fue presidente y fundador de la empresa agroindustrial Talsa, perteneciente al grupo Rocío, que es considerada líder de la agroexportación en el norte del país por ser impulsora del cultivo y la producción masiva de Palta Hass peruana en la Región La Libertad. El grupo Rocío(Conglomerado agroindustrial con fuerte presencia en La Libertad. Dueño de Redondos, destaca en avicultura, genética animal y agroexportación) trabaja actualmente en la producción de lácteos con ovinos en zonas de Huancayo.
Sus inicios en el sector agrícola los realizó en la década de los sesenta, desempeñándose como administrador de fundos y entre los años 1962 y 1967 formalizó la primera integración avícola del país en Virú. En el año 1967 se inició como micro empresario en la crianza de aves teniendo a su cargo la empresa Avícola El Rocío S.A., posteriormente Avícola Nor Aves fue ubicada en la calle liverpool.
A través de sus diversos cargos, Rafael Quevedo promovió el cultivo y la exportación de alcachofas en Junín, zona andina donde se capacitó a un grupo de agricultores para que logren obtener una producción de alcachofa atractiva para los agroexportadores costeños.
Junto a Juan Manuel Rodó, logró llevar productos como el espárrago, el pimiento, el piquillo y la alcachofa a los mercados de Europa, Canadá y Estados Unidos. Asimismo, su visión a través de la empresa Talsa fue la de impulsar por cultivos y el trabajo de los agricultores de zonas altoandinas, convirtiéndose en el primer caso exitoso de Sierra Exportadora.

### Ministro de Agricultura
El 14 de septiembre del 2010, Rafael Quevedo fue nombrado y juramentado por el presidente Alan García como su nuevo ministro de Agricultura, reemplazando en el cargo a Adolfo de Córdova.
Dentro de su gestión como ministro, colaboró con el segundo gobierno aprista de impulsar los grandes proyectos de irrigación y la venta de los lotes del proyecto de irrigación Olmos. Sin embargo, fue también cuestionado debido a la publicación del decreto 003-2011-Minag, proyecto que abría las puertas a las semillas transgénicas al Perú. Quevedo también era cuestionado por su cercanía con sus asesores empresarios que estaban relacionados directamente con empresas dedicadas al negocio de transgénicos y por la denuncia por contaminación ambiental contra una empresa suya, dedicada a la venta de pollos alimentados con soya y maíz transgénicos, en la ciudad de Trujillo.
Finalmente el 13 de mayo del 2011, Rafael Quevedo decidió renunciar al MIDAGRI y posteriormente fue reemplazado por Jorge Villasante.
En el año 2013, el Ministerio Público solicitó una condena de cinco años de cárcel contra Rafael Quevedo por la contaminación sonora causada por su empresa, Avícola El Rocío S.A.

## Condecoraciones
Rafael Quevedo recibió numerosas distinciones como “Empresario del Año 1992” (Cámara de Comercio de La Libertad), “Destacada Gestión Empresarial” (UNALM), Premio “Antenor Orrego” (Universidad Privada Antenor Orrego) y de haber sido condecorado en junio del año 2010 con la Medalla Ministerio de Agricultura por su desempeño en beneficio de la actividad agraria en el Perú.

## Fallecimiento
El 31 de mayo del 2024, Rafael Quevedo falleció a los 89 años en la ciudad de Lima.